# Jaser (Bibel)
In der Bibel wird Jaser als der Hauptort im „Land Jaser“ geschildert, dem weitere Tochter-„Städte“ unterstanden haben sollen. Dem biblischen Bericht zufolge lebten dort Amoriter, die von den Israeliten unter Mose vertrieben wurden (Num 21, 31-32). Danach soll sich der Stamm Gad dort niedergelassen haben, um Viehzucht zu betreiben (Num 32,1-4; Num 32,34-36; Jos 13,24-28). Laut Jos 21,38-39 handelte es sich bei Jaser um eine Asylstadt der Leviten (vgl: 1 Chr 6,65-66). Später wurde sie von den Moabitern erobert (Jes 16,7-9; Jer 48,31-32). Die Lage von Jaser ist nicht bekannt. Es wird am Rand der Wüste westlich oder nordwestlich von Rabbat-Ammon vermutet.